# Sulim Jamadajew
Sulim Bekmirzajewicz Jamadajew (ros. Сули́м Бекмирза́евич Ямада́ев (ur. 21 czerwca 1973 w Benoj, Czeczeńsko-Inguska ASRR, ZSRR, zm. 30 marca 2009 w Dubaju, ZEA) – rosyjski żołnierz, podpułkownik (2005; od 2008 – w rezerwie). Dowódca Batalionu „Wostok” 291-go pułku zmotoryzowanego 42 gwardyjskiej dywizji zmotoryzowanej Sił Zbrojnych Federacji Rosyjskiej w latach 2003–2008. Bohater Federacji Rosyjskiej (2005).

## Życiorys
W trakcie I wojny Czeczeńskiej walczył po stronie Iczkerii przeciwko wojskom rosyjskim. W połowie 1999 roku wraz z Kadyrowem w obawie przed nasilającym się fanatyzmem islamskim i wprowadzeniem szariatu przez Asłana Maschadowa usunęli wahabitów z rejonu Gudermesu i północnej Czeczenii. W sierpniu tego roku po ataku Szamila Basajewa na Dagestan podjął rozmowy i przeszedł na stronę rosyjską. Następnie przyjęty do armii rosyjskiej. W stopniu pułkownika dowodził czeczeńskim batalionem Wostok podlegającym pod GRU. W 2008 roku brał udział wraz z Batalionem w wojnie z Gruzją, odbił Cchinwali z rąk Gruzinów. Następnie został wysłany za nim list gończy przez Ramzana Kadyrowa prezydenta Republiki Czeczenii. Wyjeżdża w tajemnicy do Emiratów Arabskich, gdzie 30 marca 2009 roku został zamordowany na parkingu przez nieznanych sprawców. Prawdopodobnym zleceniodawcą był Ramzan Kadyrow.
W poprzednich latach jego brat Dżabrail zginął w walce z rebeliantami w Czeczenii w 2003 roku, a kolejny brat Rusłan Jamadajew poseł do Dumy rosyjskiej został zamordowany w centrum Moskwy w 2008. Żyje obecnie już tylko najmłodszy z braci Isa Jamadajew.